# Craspedodidymum elatum
Craspedodidymum elatum är en svampart som beskrevs av Hol.-Jech. 1972. Craspedodidymum elatum ingår i släktet Craspedodidymum och familjen Chaetosphaeriaceae.   Inga underarter finns listade i Catalogue of Life.